# Inégalités de Clarkson
 (mars 2025).
En mathématiques, les inégalités de Clarkson, portant le nom de James A. Clarkson, sont des résultats concernants les espaces {\displaystyle L^{p}}. Elles permettent, pour deux fonctions dans {\displaystyle L^{p}}, de majorer la norme de leur somme et de leur différence par les normes de ces fonctions.
Elles servent à démontrer que l'espace {\displaystyle L^{p}} est {\displaystyle p}-uniformément convexe lorsque {\displaystyle 2\leq p<\infty }.

## Énoncé
Soit {\displaystyle (X,\Sigma ,\mu )} un espace mesurable, et soit {\displaystyle f,g\in L^{p}(X)}. Alors, pour {\displaystyle 2\leq p<+\infty },
{\displaystyle \left\|{\frac {f+g}{2}}\right\|_{L^{p}}^{p}+\left\|{\frac {f-g}{2}}\right\|_{L^{p}}^{p}\leq {\frac {1}{2}}\left(\|f\|_{L^{p}}^{p}+\|g\|_{L^{p}}^{p}\right).}
Et pour {\displaystyle 1<p\leq 2},
{\displaystyle \left\|{\frac {f+g}{2}}\right\|_{L^{p}}^{q}+\left\|{\frac {f-g}{2}}\right\|_{L^{p}}^{q}\leq \left({\frac {1}{2}}\|f\|_{L^{p}}^{p}+{\frac {1}{2}}\|g\|_{L^{p}}^{p}\right)^{\frac {q}{p}},}
où
{\displaystyle {\frac {1}{p}}+{\frac {1}{q}}=1}.
Le cas {\displaystyle p\geq 2} est le plus simple à prouver : c'est une application de l'inégalité triangulaire et de la convexité de 
{\displaystyle x\mapsto x^{p}.}

## Généralisations
Des extensions aux valeurs complexes ont été obtenus pour tous {\displaystyle 0<p,q\leq +\infty } (Maligranda 2007),
{\displaystyle \left(\left\|f+g\right\|_{L^{q}}^{q}+\left\|f-g\right\|_{L^{q}}^{q}\right)^{\frac {1}{q}}\leq C_{p,q}\left(\left\|f\right\|_{L^{p}}^{p}+\left\|g\right\|_{L^{p}}^{p}\right)^{\frac {1}{p}}.}
avec
{\displaystyle C_{p,q}=\max(2^{1-{\frac {1}{p}}},2^{\frac {1}{q}},2^{{\frac {1}{q}}-{\frac {1}{p}}+{\frac {1}{2}}}).}